# Дример, Долфи
Долфи Дример (рум. Dolphi Drimer; 18 октября 1934, Яссы — 1 июня 2014, Бухарест) — румынский инженер и шахматист, международный мастер (1961).

## Биография

### Научная карьера[1][2]
В 1956 г. окончил Политехнический университет Бухареста, получил специальность инженера-механика. В 1966 г. получил квалификацию инженера-экономиста. В 1969 г. защитил докторскую диссертацию по металловедению.
С 1956 по 1960 гг. был научным сотрудником Центра металлургических исследований Румынской академии. С 1960 по 1968 гг. работал инженером на предприятии «Electronica», параллельно с 1964 г. — инженером-конструктором в проектном институте «Automatica». В период с 1968 по 1971 гг. заведовал кафедрой технологии сварки в Политехническом университете Бухареста.
В 1990 г. основал Экологический университет Бухареста и стал его первым ректором.
Был членом Американского общества инженеров-механиков и Американского общества по сварке.
Опубликовал более 300 научных работ, заключил более 60 контрактов на научные исследования, запатентовал 8 изобретений.

### Шахматная деятельность
Серебряный призёр чемпионата Румынии 1957 г.
В составе сборной Румынии участник трёх шахматных олимпиад (1960, 1966, 1968 гг.), командного чемпионата Европы 1973 г., отборочных соревнований командного чемпионата Европы 1970 г. (турнир проводился в 1967 г.), трёх командных чемпионатов мира среди студентов (1957, 1958, 1960 гг.).
Участник зонального турнира 1969 г.
Участник ряда крупных международных турниров: мемориалов Л. Асталоша (1960 г.), мемориала Г. Мароци (1961 г.), мемориала Эм. Ласкера (1962 г.), мемориалов Х. Р. Капабланки (1968 и 1969 гг.), традиционных турниров в Бухаресте (1961 и 1962 гг.) и Гастингсе (1969 / 70 гг.), турнира северных стран 1969 г., сильного по составу турнира в Лухачовице (1969 г.).
В середине 1970-х гг. отошёл от активных выступлений.

## Основные спортивные результаты
| Год         | Город        | Соревнование                                                          | + | − | =  | Результат | Место |
| ----------- | ------------ | --------------------------------------------------------------------- | - | - | -- | --------- | ----- |
| 1957        | Бухарест     | Чемпионат Румынии                                                     |   |   |    |           | 2     |
|             | Рейкьявик    | Командный чемпионат мира среди студентов (сборная Румынии, 1-я доска) | 3 | 1 | 8  | 7 из 12   |       |
| 1958        | Варна        | Командный чемпионат мира среди студентов (сборная Румынии, ?-я доска) |   |   |    |           |       |
| 1960        | Ленинград    | Командный чемпионат мира среди студентов (сборная Румынии, 2-я доска) | 7 | 4 | 1  | 7½ из 12  |       |
|             | Балатонфюред | Мемориал Л. Асталоша                                                  | 2 | 2 | 7  | 5½ из 11  | 6—7   |
|             | Лейпциг      | 14-я олимпиада (сборная Румынии, 2-я доска)                           | 6 | 3 | 8  | 10 из 17  |       |
| 1961        | Бухарест     | Чемпионат Румынии                                                     | 9 | 5 | 5  | 11½ из 19 | 4—5   |
|             | Бухарест     | Международный турнир                                                  | 0 | 8 | 4  | 2 из 12   | 13    |
|             | Будапешт     | Мемориал Г. Мароци                                                    | 0 | 7 | 8  | 4 из 15   | 15—16 |
| 1962        | Берлин       | Мемориал Эм. Ласкера                                                  | 3 | 4 | 8  | 7 из 15   | 11    |
|             | Бухарест     | Международный турнир                                                  | 6 | 1 | 8  | 10 из 15  | 3—4   |
| 1963        |              | Матч Венгрия — Румыния (против Д. Форинтоша)                          | 1 | 1 | 0  | 1 из 2    |       |
| 1966        | Гавана       | 17-я олимпиада (сборная Румынии, 1-й запасной)                        | 7 | 2 | 2  | 8 из 11   |       |
| 1967        | Бухарест     | Чемпионат Румынии                                                     | 4 | 5 | 10 | 9 из 19   | 10—14 |
|             | София        | Полуфинал командного чемпионата Европы (сборная Румынии, ?-я доска)   | 2 | 0 | 4  | 4 из 6    |       |
| 1968        | Бухарест     | Чемпионат Румынии                                                     | 4 | 2 | 13 | 10½ из 19 | 5—7   |
|             | Гавана       | Мемориал Х. Р. Капабланки                                             | 4 | 2 | 8  | 8 из 14   | 4—6   |
|             | Лугано       | 18-я олимпиада (сборная Румынии, 4-я доска)                           | 6 | 3 | 1  | 6½ из 10  |       |
| 1969        | Лухачовице   | Международный турнир                                                  | 5 | 3 | 7  | 8½ из 15  | 4—5   |
|             | Лидчёпинг    | Турнир северных стран                                                 | 7 | 3 | 3  | 8½ из 13  | 4—7   |
|             | Гавана       | Мемориал Х. Р. Капабланки                                             | 2 | 5 | 8  | 6 из 15   | 11—12 |
|             | Раах         | Зональный турнир                                                      | 5 | 4 | 12 | 11 из 21  | 12—14 |
| 1969 / 1970 | Гастингс     | Международный турнир                                                  | 3 | 4 | 2  | 4 из 9    | 6     |
| 1970        | Вейк-ан-Зее  | Международный турнир (турнир В)                                       | 3 | 4 | 8  | 7 из 15   | 8—10  |
| 1973        | Бат          | Командный чемпионат Европы (сборная Румынии, 2-й запасной)            | 0 | 1 | 1  | ½ из 2    |       |

## Изменения рейтинга
| Графики недоступны из-за технических проблем. См. информацию на Фабрикаторе и на mediawiki.org. |